# 1961년 서울시내버스 노선번호 개편
다음은 1961년 8월 1일 시행된 서울시내버스의 노선번호 개편 내용이다.

## 시내버스
- 1번 구로동-양남동-양평동-서울역-을지로입구-종로-동대문
- 2번 수유동-종로 4가-청계천-을지로 입구-서울역   (15분마다 우이동-서울역 구간 운행)
- 3번 연세대학교-서대문-서소문-서울역-상도동
- 4번 동작동-시청-을지로 입구-미도파백화점-서울역-종로-을지로 6가
- 5번 정릉-신설동-동대문-청계천-서대문-아현동-신설동- 보문동-신설동(순환)
- 6번 답십리-동대문-종로 5가-청계천-효창공원-용산서-청파동-답십리
- 7번 중랑교-종로 5가-을지로-시청-세종로-종로-중랑교-공덕동-면목동-공덕동(순환)
- 8번 노고산-세종로-시청-을지로-동대문-종로-노고산-당인리-당인리(순환)
- 9번 불광동-서대문-세종로-중부소방서-청계천-을지로 6가-장충동-약수동-문화동
- 10번 갈현동-서대문-세종로-시청-을지로 6가-장충동-약수동-문화동
- 11번 갈현동-서대문-세종로-시청-을지로 6가-장충동-약수동-문화동-금호동
- 12번 종암동-청계천-종로 5가-청계천-미도파백화점-서울역-후암동(후암동-장석동 방면 버스는 15분 간격 )
- 13번 미아리-대학통-퇴계로-안국동-서울역-미아리(순환)
- 14번 돈암동-안국동-서울역-퇴계로-대학통-돈암동(순환)
- 15번 원효로-서울역-미도파백화점-안국동-중앙청-효자동-세검정
- 16번 세검정-효자동-안국동-광교-청계천-동대문-홍릉
- 17번 천호동-을지로-시청-서울역-미도파백화점-화양리-서울역
- 18번 뚝섬-을지로-시청-서울역-미도파-화양리-서울역
- 19번 보광동-서울역-퇴계로-신당동-보광동(순환)
- 20번 한남동-서울역-퇴계로-신당동-한남동(순환)
- 21번 수색동-서대문-서울역-필동-을지로 3가-종로 3가-세종로-서대문-수색동(순환)
- 22번 서울역-서대문-구파발
- 23번 청량리-이문동
- 24번 청량리-금곡리

## 참고 자료
- 조선일보 1961년 7월 27일자 /조간 2면

## 같이 보기
- 1949년 서울시내버스 노선
- 1956년 서울시내버스 운행회사
- 1959년 서울시내버스 노선
- 1964년 서울시내버스 노선번호 개편
- 1966년 서울시내버스 노선번호 개편
- 1970년 서울시내버스 노선번호 개편
- 1970년 서울시내버스 운행회사
- 1974년 서울시내버스 운행회사
- 1985년 서울시내버스 노선번호 개편
- 2004년 서울특별시 버스 개편